# ジャスティン・ゲドゥルト
ジャスティン・ゲドゥルト（Justin Geduld、1993年10月1日 - ）は、南アフリカ共和国のラグビー選手。

## プロフィール
- ケープタウン出身。
- ポジションはセンター(CTB)。
- 身長 175cm、体重 70kg
- U20南アフリカ代表に選ばれたことがある[1]。
- リオ五輪の7人制南アフリカ代表に選ばれ[2]銅メダル獲得。

## 略歴
2014年、ウェスタン・プロヴィンスに加入。
2021年、東京五輪の7人制南アフリカ代表に選ばれた。